# 阮姓 (越南)
阮（越南语：／）是最常見的越南姓氏。在越南以外，這個姓氏在拼寫時通常會去掉變音符號，而拼寫成Nguyen。注意，該姓並非Nguyên（元）。
根據統計，阮姓在越南人口中約占39%。

## 起源和用途
阮姓在越南的歷史紀錄始見於一位任職於交州的東晉官員阮敷及其親屬。1232年，篡奪李朝的陳守度逼迫李氏後裔改姓阮。

## 越南境外的使用情況
阮姓隨越南移民而逐漸擴張至海外。在越南以外拼寫此姓氏時，通常會脫去變音符號，而拚寫成「Nguyen」。此外，阮姓亦為2006年澳大利亞的第七大姓，在法國則排名第54名。該姓同時是2020年挪威第41個常見姓氏。

## 亞群
在越南傳統中，即使在正式場合，人們也以個人名而不是姓氏來稱呼他們。然而，一些群體通過將通常被認為是中間名的名字元素傳遞給他們的孩子，從而將自己與其他Nguyễn區分開來。這種做法在男性中比在女性中更常見。Nguyễn家族中一些突出的亞群是：
- Nguyễn Phước 或 Nguyễn Phúc 阮福：阮主及阮朝皇室專屬姓氏
  - Tôn Thất 尊室：阮朝皇室旁系專屬姓氏
- Nguyễn Đình 阮廷
- Nguyễn Hữu 阮有
- Nguyễn Cảnh 阮景
- Nguyễn Khắc 阮克
- Nguyễn Tiến 阮進
- Nguyễn Đức 阮德
- Nguyễn Minh 阮明
- Nguyễn Thanh 阮清
- Nguyễn Ngọc 阮玉
- Nguyễn Văn 阮文
- Nguyễn Quang 阮光
- Nguyễn Xuân 阮春
- Nguyễn Huy 阮輝
- Nguyễn Hoàng 阮黃